# Helen Richardson
Helen Richardson (Hitchin, 23 september 1981) is een Brits hockeyster, die als verdedigster tevens uitkwam voor Engeland. Richardson nam viermaal deel aan de Olympische Spelen en won bij haar laatste deelname, in 2016 (Rio de Janeiro), de gouden medaille met Groot-Brittannië.

## Hockey carrière
In 1999 debuteerde ze voor Engeland en Groot-Brittannië als hockeyspeelster op een leeftijd van 17 jaar.
Na de wereldbeker van 2002 had ze 3 operaties aan haar enkel. Dokters vertelden haar dat ze nooit meer hockey zou spelen op hetzelfde niveau. Ze bewees hun het tegendeel en keerde in 2004 terug als international.
Van 2008 tot 2016 speelde ze hockey voor HC Reading, samen met Kate.
In 2013 en 2014 werd ze geteisterd door een rugblessure en onderging hiervoor twee keer een operatie. Zo kon ze niet deelnemen aan het wereldkampioenschap van 2014 maar sinds april 2015 speelt ze terug als international.
Sinds 2016 speelt ze samen met haar vrouw, Kate voor HC Bloemendaal.

## Erelijst

### Groot-Brittannië

#### Olympische Spelen
- 2012 –  Olympische Spelen in Londen
- 2016 –  Olympische Spelen in Rio de Janeiro

#### Champions Trophy
- 2012 –  Champions Trophy in Rosario

### Engeland

#### Commonwealth Spelen
- 2002 –  Manchester
- 2006 –  Melbourne
- 2010 –  Delhi

#### Wereldbeker
- 2010 –  Rosario

#### Champions Trophy
- 2010 –  Nottingham

#### Europees kampioenschap
- 1999 –  Cologne
- 2005 –  Dublin
- 2007 –  Manchester
- 2009 –  Amstelveen
- 2011 –  Mönchengladbach
- 2013 –  Boom
- 2015 –  Londen

#### Champions Challenge
- 2002 –  Champions Challenge in Johannesburg
- 2007 –  Baku